# Saotis hoeli
Saotis hoeli är en stekelart som beskrevs av Per Abraham Roman 1933. Saotis hoeli ingår i släktet Saotis och familjen brokparasitsteklar. Inga underarter finns listade i Catalogue of Life.